# Afghanistan-Oezbekistan Vriendschapsbrug
De Afghanistan-Oezbekistan Vriendschapsbrug is een auto- en spoorbrug over de rivier Amu Darja tussen het uiterste zuiden van Oezbekistan bij de stad Termiz en het kleine Afghaanse dorpje Hairatan (82 km ten noorden van Mazar-i-Sharif). De brug is gebouwd in 1982 door de toenmalige Sovjet-Unie om met zijn troepen Afghanistan te kunnen aanvallen. 
De brug is de enige grensovergang tussen Oezbekistan en Afghanistan en de enige mogelijkheid om de rivier over te steken in de wijde omtrek. De dichtstbijzijnde brug ligt bij het Turkmeense stadje Atamurat, enkele honderden kilometers naar het westen. 
De brug werd in mei 1996 afgesloten toen Taliban-strijders de controle kregen over de stad Mazar-i-Sharif en door dreigden te trekken naar Oezbekistan. Op 9 december 2001 werd de brug heropend. In januari 2010 begon men met de verlenging van de spoorlijn over de brug naar Mazar-i-Sharif.